# Zdrębisko
Zdrębisko – część wsi Jurki, położona w Polsce w województwie podlaskim, w powiecie łomżyńskim, w gminie Zbójna.

## Historia
W latach 1921–1939 wieś leżała w województwie białostockim, w powiecie kolneńskim (od 1932 w powiecie ostrołęckim), w gminie Gawrychy.
Według Powszechnego Spisu Ludności z 1921 roku zamieszkiwało tu 31 osób w 7 budynkach mieszkalnych. Miejscowość należała do parafii rzymskokatolickiej w m. Nowogród. Podlegała pod Sąd Grodzki w Kolnie i Okręgowy w Łomży; właściwy urząd pocztowy mieścił się w m. Zbójna.
W wyniku agresji Niemiec we wrześniu 1939, miejscowość znalazła się pod okupacją niemiecką. Została włączona w skład III Rzeszy.
W latach 1975–1998 miejscowość administracyjnie należała do województwa łomżyńskiego.